# Janova Ves (Kokořín)
Janova Ves je vesnice, část obce Kokořín v okrese Mělník ve Středočeském kraji. Nachází se asi jeden kilometr jižně od Kokořína. Je zde evidováno 57 adres.
Janova Ves je také název katastrálního území o rozloze 2,05 km².

## Historie
První písemná zmínka o vesnici pochází z roku 1798.

## Přírodní poměry
Vesnice stojí v chráněné krajinné oblasti Kokořínsko – Máchův kraj. Do katastrálního území Janova Ves zasahuje přírodní rezervace Kokořínský důl.

## Obyvatelstvo
| Rok            | 1869 | 1880 | 1890 | 1900 | 1910 | 1921 | 1930 | 1950 | 1961 | 1970 | 1980 | 1991 | 2001 | 2011 | 2021 |
| -------------- | ---- | ---- | ---- | ---- | ---- | ---- | ---- | ---- | ---- | ---- | ---- | ---- | ---- | ---- | ---- |
| Počet obyvatel | 117  | 109  | 101  | 109  | 104  | 93   | 98   | 87   | 83   | 83   | 43   | 43   | 47   | 61   | 55   |
| Počet domů     | 22   | 23   | 23   | 23   | 23   | 22   | 22   | 12   | 12   | 24   | 18   | 21   | 24   | 25   | 26   |

## Obecní správa
Při sčítání lidu v letech 1850–1960 Janova Ves byla osadou obce Bosyně v okrese Mělník. Od 1. července 1960 je částí obce Kokořín v okrese Mělník.

## Pamětihodnosti
- bývalý Hotel Harasov (na okraji katastrálního území, u osady Harasov ležící v k. ú. Bosyně)

## Galerie

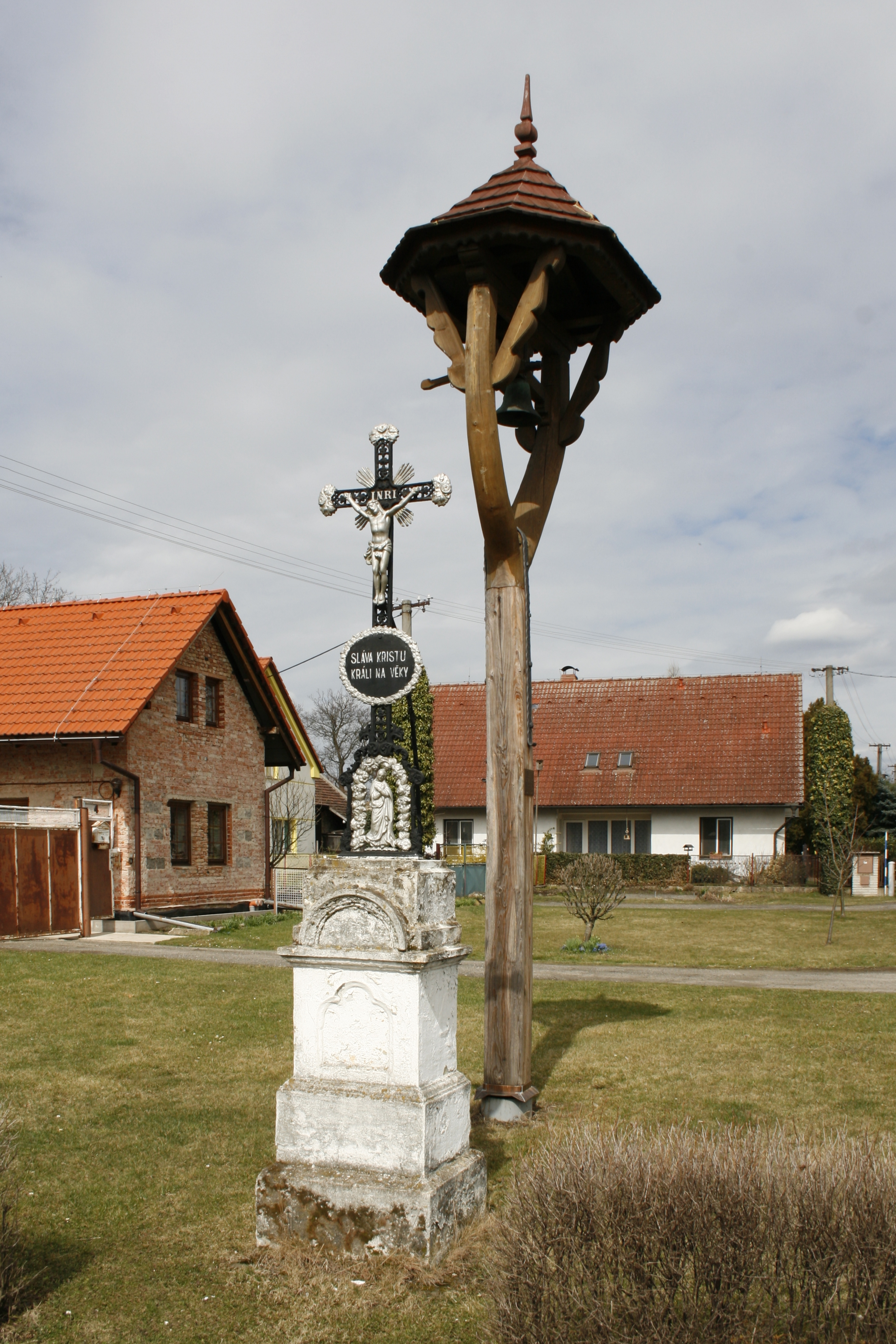
Kříž a zvonice na návsi
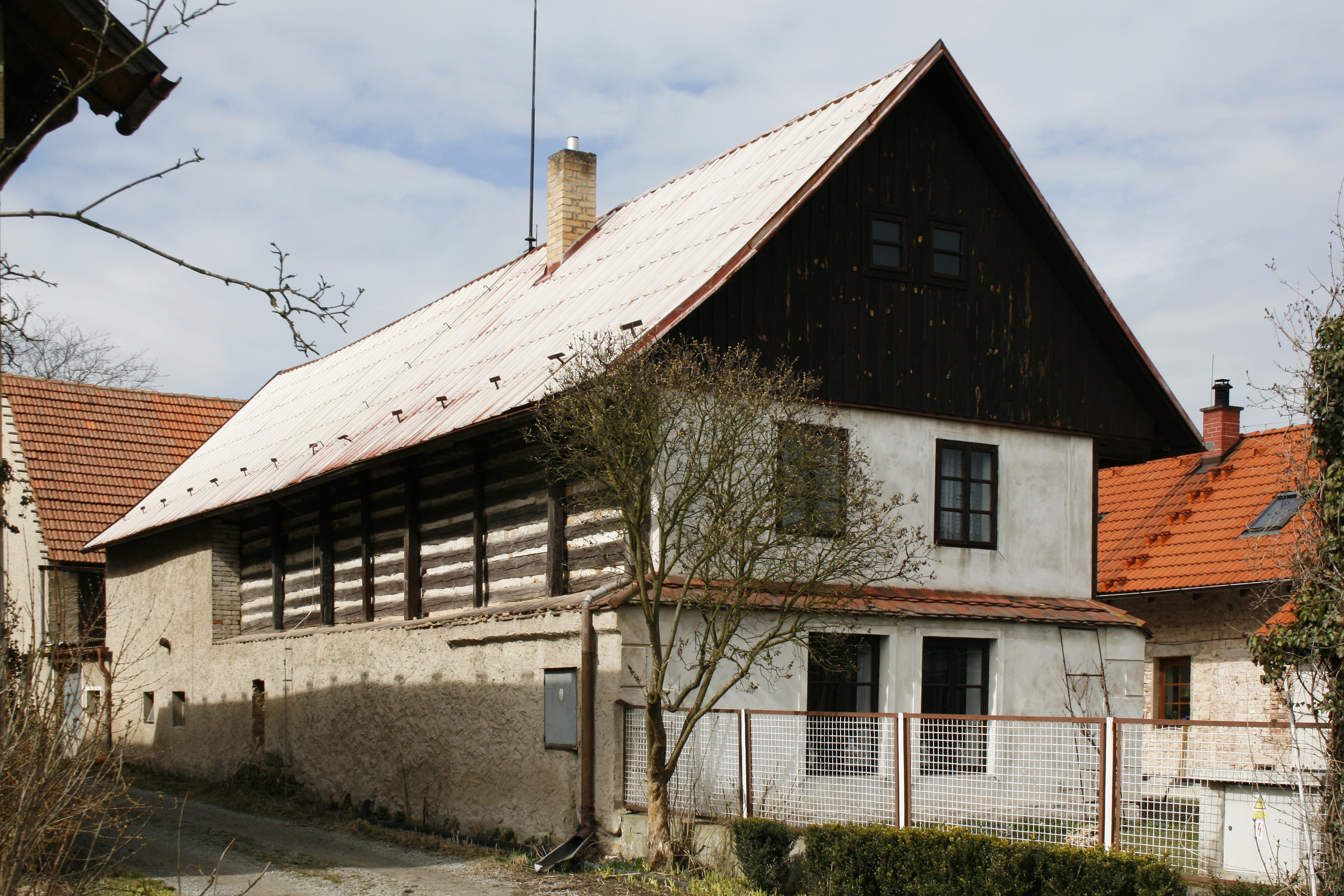
Roubené stavení
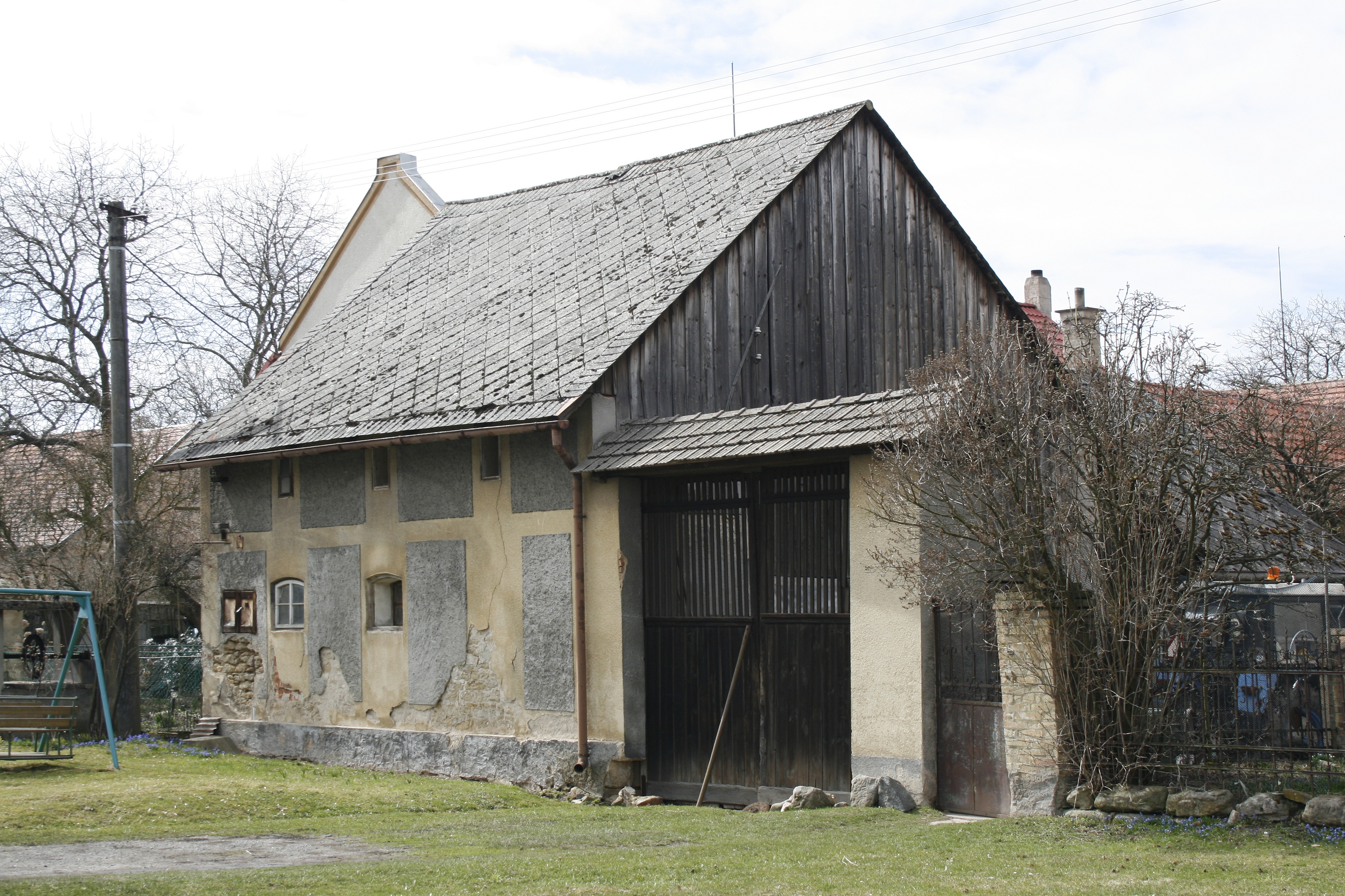
Brána u hospodářského stavení